# 韩国磐
韩国磐（1919年—2003年8月6日），字漱石，号蘧庵，男，江苏如皋人，中国历史学家，厦门大学历史系教授、博士生导师，曾任第六届全国人大代表。